# 2010.
2010. je drugo desetletje v 21. stoletju med letoma 2010 in 2019. 